# Unité urbaine de Saint-Laurent-de-Mure
L'unité urbaine de Saint-Laurent-de-Mure est une unité urbaine française centrée sur la commune de Saint-Bonnet-de-Mure, dans le département du Rhône en région Auvergne-Rhône-Alpes.

## Données générales
Dans le zonage réalisé par l'Insee en 2010, l'unité urbaine était composée de deux communes.
Dans le nouveau zonage réalisé en 2020, elle est composée des deux mêmes communes.
En 2022, avec 12 639 habitants, elle représente la 4e unité urbaine de la circonscription départementale du Rhône.
En 2020, sa densité de population s'élève à 357 hab/km2. Par sa superficie, elle représente 1,08 % de la circonscription départementale du Rhône et, par sa population, elle en regroupe 0,66 %.

## Composition 2020 de l'unité urbaine
Elle est composée des deux communes suivantes :
| Nom                                 | Code Insee | Département | Statut       | Superficie (km2) | Population (dernière pop. légale) | Densité (hab./km2) | Modifier                                    |
| ----------------------------------- | ---------- | ----------- | ------------ | ---------------- | --------------------------------- | ------------------ | ------------------------------------------- |
| Saint-Bonnet-de-Mure (ville-centre) | 69287      | Rhône       | ville-centre | 16,34            | 6 988 (2022)                      | 428                | modifier les données · modifier les données |
| Saint-Laurent-de-Mure               | 69288      | Rhône       | banlieue     | 18,63            | 5 651 (2022)                      | 303                | modifier les données · modifier les données |

## Évolution démographique
| 1968  | 1975  | 1982  | 1990  | 1999   | 2008   | 2013   | 2020   |
| ----- | ----- | ----- | ----- | ------ | ------ | ------ | ------ |
| 2 809 | 4 861 | 6 542 | 9 117 | 10 291 | 11 202 | 12 179 | 12 485 |

#### Données générales
- Unité urbaine
- Aire d'attraction d'une ville
- Aire urbaine (France)
- Liste des unités urbaines de France

#### Données démographiques en rapport avec l'unité urbaine de Saint-Laurent-de-Mure
- Aire d'attraction de Lyon
- Arrondissement de Lyon

#### Données démographiques en rapport avec le Rhône (circonscription départementale)
- Démographie du Rhône (circonscription départementale)